# NSB 73
NSB Class 73 (норв. NSB-type 73 ) — серія із 22 потягів, побудованих Adtranz для Норвезьких державних залізниць. 
Потяги з чотирма вагонами були модифікаціями класу 71, який в свою чергу був заснований на шведському X2. 
Серія А складається з 16 міжміських поїздів; вони були поставлені в 1999 і 2000 роках і використовуються на лініях Бергенсбанен, Довребанен і Серланнбанен. 
Серія B складається з шести регіональних поїздів, поставлених в 2002 році та використовуваних на залізниці Естфоллбанен. 
Потяги мають вихідну потужність 2646 кіловат (3548 к.с.) і максимальну швидкість 210 км/год, 
загальну довжину 108 м і розраховані на 208 сидячих пасажирів у серії A та 250 у серії B. 
Потяги мають механізм нахилу, що дозволяє швидше рухатися по кривих.

## Технічні характеристики
«Class 73» — електропоїзд із чотирьох секцій, створений «Adtranz». 
Кожен чотиривагонний потяг має вісім візків, з яких три з приводом, із загальною вихідною потужністю 2646 кВт (3548 к.с.). 

Потяги мають активний нахил, що дозволяє розвивати швидкість на 20-30 відсотків вище, ніж у звичайних потягів, через вигини на звичайних лініях. 

Максимально дозволена швидкість становить 210 км/год. 
Поїзд із чотирьох вагонів має довжину 108,48 м; А-серія важить 215,1 т, а агрегат серії В важить 216,1 т. 

Потяги мають сталевий кузов і вся кабіна герметична. 
На всіх несучих візках встановлені залізничні гальма. 

## Історія
Передумовою для створення BM73 стала потреба компанії «NSB» у нових швидкісних поїздах далекого прямування, а також з метою забезпечення залізничного сполучення між Осло та аеропортом Осло-Гардермуен. 
На замовлення SJ AB було побудовано 43 електропоїзди X2 і 12 березня 1993 року поїзди були випробувані на залізниці Randsfjordbanen. 
Після цього, в 1995 році, компанія «NSB Gardermobanen AS» придбала 16 електропоїздів ADtranz для використання на лінії Gardermobanen. 
У 1996 році ще частина електропоїздів X2 пройшла випробування і була відправлена на постійну експлуатацію на лінії Sørlandsbanen. 
5 березня 1997 року компанія NBS замовила 16 електропоїздів серії BM73. 
Перша партія електропоїздів була доставлена 22 жовтня 1999, останній BM73 A-серії був доставлений в 2001 
.
Серія B складається з шести BM73, які надійшли в експлуатацію в 2002 році.